# Romancing SaGa
Romancing SaGa (яп. ロマンシング サ・ガ Романсингу СаГа) — японская ролевая игра, разработанная и выпущенная компанией Square для приставки Super Nintendo Entertainment System в январе 1992 года. Позже, в декабре 2001 года, была портирована на карманную игровую систему Wonderswan Color. В апреле 2005 года разработчики выпустили ремейк для консоли PlayStation 2 под названием Romancing SaGa: Minstrel Song — эта версия впервые была переведена на английский язык и выпущена за пределами Японии. В 2009 году игра стала доступной для скачивания на мобильные телефоны нескольких японских операторов связи, а также появилась в сервисе Virtual Console.
По счёту игра является четвёртой в серии SaGa. Разработкой, как и во всех предыдущих случаях, руководил геймдизайнер Акитоси Кавадзу, музыку для саундтрека написал композитор Кэндзи Ито. Действие происходит в вымышленном мире под названием Мардиас, Romancing SaGa позволяет игроку выбрать одного из восьми героев и, взяв его под контроль, отправиться в длительное кругосветное путешествие, чтобы предотвратить возрождение злого бога Саруина, который, во избежание плохого, тысячу лет назад был запечатан. Персонажи родились в разных местах, имеют разные предыстории и отправляются в путь по собственным причинам. Игрок выбирает только одного из них, но в ходе путешествия его судьба тем или иным образом пересекается с судьбами других. Кроме этих восьми героев можно также нанять в команду анонимных солдат, которые обычно встречаются в пабах и в ходе выполнения различных квестов.

## Отзывы и продажи
| Сводный рейтинг | Сводный рейтинг |
| Агрегатор       | Оценка          |
| --------------- | --------------- |
| GameRankings    | 62,99 %         |

Оригинальной версии для SNES было продано более миллиона копий, а в 2006 году японский журнал Famitsu в соответствии с опросом читателей поставил игру на 53-е место в списке величайших игр всех времён. Тем не менее, ремейк для PlayStation 2 удостоился смешанных отзывов, и, в частности, в Северной Америке был раскритикован рецензентами за слишком высокий уровень сложности, чрезмерно запутанный геймплей и неоднозначный дизайн персонажей. Так, портал IGN отметил, что Romancing SaGa будет интересна прежде всего закоренелым поклонникам жанра, в то время как простые игроки скорее всего сочтут её скучной. Сайт GameSpot согласился с этим мнением и отрицательно охарактеризовал слабый сюжет, персонажей и непривычный геймплей, при этом назвав музыку «превосходной», а саундтрек — лучшим во всей серии. Критик 1UP.com оценил игру достаточно высоко, пояснив, что понимающие в этом толк игроки обязательно будут довольны и проведут за приставкой множество часов.